# Køge (plaats)
Køge is een plaats in de Deense regio Seeland, gemeente Køge, en telt 35.768 inwoners (2014). De stad ligt 39 km ten zuidwesten van de hoofdstad Kopenhagen. Vanuit Køge gaan ook veerboten naar het eiland Bornholm.

## Zusterstad
- Kongsberg, Noorwegen

## Geboren
- Morten Sonne (1970), wielrenner
- Sebastian Andersen (1988), voetballer
- Sebastian Lander (1991), wielrenner
- Mads Bidstrup (2003), voetballer

- Gemeinsame Normdatei: 4420429-2
- Library of Congress Control Number: n82015457
- MusicBrainz: f85b3663-5d80-4225-864c-a89052c8877b
- Nationale Bibliotheek van Israël: 987007555010905171
- Virtual International Authority File: 126686411
- WorldCat: E39PBJdGKTK6VXtQ6KdVK6t3Qq